# محمد حواس
محمد حواس (مواليد 9 مارس 1994) هو لاعب اتحاد رغبي فرنسي يلعب في نادي مونبلييه هيرولت رغبي في دوري توب 14.

## وصلات خارجية
- محمد حواس عل موقع إسبنسكروم (الإنجليزية)
- محمد حواس على موقع ItsRugby.co.uk (الإنجليزية)